# Innocenzo Ciocchi del Monte
Innocenzo Ciocchi del Monte (Borgo San Donnino, 1532 – Roma, 3 novembre 1577) è stato un cardinale italiano della Chiesa cattolica, nominato da papa Giulio III.

## Biografia
Il suo nome di battesimo era Santino ed era figlio di un certo Angelino, servitore dapprima del nobile Baldovino del Monte e poi del fratello di costui, il cardinale Giovanni Maria (futuro papa Giulio III), al tempo in cui questi, dal 1537 al 1544, fu legato pontificio di Parma e di Piacenza.
Il cardinale Giovanni Maria del Monte portò con sé il giovanissimo Santino a Trento nel 1545 in occasione dell'inaugurazione del Concilio. L'anno dopo, nominato vescovo di Arezzo, del Monte concesse a Santino la nomina a preposito del capitolo della cattedrale di Arezzo. Si preoccupò anche di assicurargli un'istruzione adeguata, affidandolo all'umanista Onorato Fascitelli, poi lo fece adottare dal fratello Baldovino per conferirgli dignità nobiliare. Santino assunse così il nome di Innocenzo del Monte.
Il comportamento del cardinale, già stigmatizzato dall'ambasciatore veneziano Matteo Dandolo (Del Monte si prese quel «piccolo furfantello in camera e nel proprio letto, come se gli fosse stato figliuolo o nipote»), si accentuò con l'elezione al pontificato, avvenuta il 7 febbraio 1550. Accoltolo nella propria villa di Bagnaia, nel concistoro del 30 maggio Giulio III creò il non ancora diciottenne Innocenzo cardinale diacono, con il titolo di Sant'Onofrio e una rendita annuale di 12.000 scudi.

In breve tempo si diffuse la voce che il papa avesse nominato cardinale il suo presunto amante. Il poeta francese Joachim du Bellay scrisse un componimento sul fatto, che recita: 
Seguì il conferimento di altre prebende: i benefici delle abbazie di Mont-Saint-Michel in Normandia, di San Saba, di Morimondo, di San Zeno e di Grottaferrata, e l'amministrazione del vescovado di Mirepoix. Non bastasse, dal novembre 1551 fu segretario particolare di Giulio III, scavalcando prerogative appartenenti al primo segretario di Stato Girolamo Dandini, e il 3 giugno 1552 fu nominato Legato di Bologna. In breve tempo circolò voce a Roma che aveva ottenuto tutti questi privilegi, fino a diventare uno dei cardinali più ricchi di Roma, perché fosse l'amante del papa; così testimoniano l'ambasciatore veneto Matteo Dandolo e Onofrio Panvinio.
Dopo la morte di Giulio III (1555), privo di incarichi nella curia pontificia, condusse una vita ancor più dissoluta: girava armato vestendo in abiti civili, si rendeva più volte protagonista di risse, frequentava prostitute - una di esse era Martuccia, una famosa cortigiana romana - e nel 1560, durante un viaggio da Venezia a Roma, a Nocera Umbra, per futili motivi, uccise un locandiere e suo figlio. L'anno prima il cardinale aveva già ucciso impunemente un suo servitore: questa volta, il 27 maggio 1560, fu imprigionato in Castel Sant'Angelo per ordine di Pio IV, ma tornò libero dopo poco più di un anno, il 20 settembre 1561, pagando un'ammenda di 100.000 scudi e rinunciando ai suoi benefici.
Non cessarono, per questo, le sue violenze: nel 1564, a Bagnaia, cercò di liberare con la forza delle persone che erano state arrestate, mentre l'anno dopo, per motivi non chiari, fuggì da Roma a Firenze e di qui a Venezia. Nel 1566 partecipò al conclave che avrebbe eletto Pio V al pontificato, cercando illegalmente di comunicare con l'esterno.
Più grave fu il reato commesso nel dicembre del 1567, quando rapì due donne di umili condizioni a Rapolano, nel senese, sequestrandole per vari giorni nella sua casa. Il 30 gennaio 1568 Pio V incaricò il gesuita V. Rodriguez di indagare sul fatto, ma Cosimo I de' Medici intervenne personalmente in difesa del Dal Monte, che se la cavò con una severa ammonizione e poté rimanere in Toscana. Tornato a Roma verso la fine del 1568, dall'Urbe gli fu però proibito di tornare nuovamente a Firenze e gli fu assegnata una stanza in Vaticano con due monaci teatini per la sua istruzione. Nel maggio 1569 il Dal Monte andò nuovamente sotto processo: nella sua carrozza erano state scoperte due meretrici e si appurò che esse avevano frequentato la casa dei cardinale per tutta la quaresima e la settimana santa.
Quando, nel maggio del 1569, si scoprì che il cardinale frequentava abitualmente delle prostitute, si decise di confinarlo nel monastero di Montecassino. Nel 1571 fu trasferito nel Monastero di San Giacomo a Pontida, dove causò nuovi scandali.
Non poté così partecipare al conclave che, il 14 maggio 1572, elesse il nuovo papa Gregorio XIII il quale, in compenso, gli permise di tornare in piena libertà a Roma, dove morì il 3 novembre 1577. È sepolto nella cappella della famiglia Del Monte, nella chiesa romana di San Pietro in Montorio.